# Asociación Internacional de Lingüística
La Asociación Internacional de Lingüística,o ILA por sus siglas en inglés (International Linguistic Association), es una asociación de carácter internacional con sede en Nueva York, cuyo objetivo es el fomento de la investigación en los campos de la lingüística teórica y la lingüística aplicada, principalmente por medio de la celebración de ponencias y conferencias. Originalmente fundada en 1943 como el Linguistic Circle of New York, cambió su nombre al actual en 1969.
El modelo en que se basó de la asociación en sus primeros años fue el la Société de Linguistique de Paris, establecida en 1864, y entre sus 101 miembros fundadores estaban Giuliano Bonfante, Roman Jakobson, Claude Lévi-Strauss, André Martinet y Morris Swadesh.

## Publicaciones
A partir de 1954, la ILA ha publicado la revista cuatrimestral de lingüística WORD.

## Congresos
Desde 1955, la asociación ha organizado una conferencia internacional anual.